# Медаль «За заслуги в культуре Gloria Artis»
Медаль «За заслуги в культуре Gloria Artis» (пол. Medal Zasłużony Kulturze Gloria Artis) — награда Министерства культуры и национального наследия Польши за вклад в развитие культуры.

## История
Учреждена в 2005 году постановлением министра культуры на основании Закона о культурной деятельности от 25 октября 1991 года.

## Статут
Награждаются медалью польские и иностранные граждане и организации за заслуги перед польской культурой, а также за поддержку польской культуры и искусства за рубежом и укрепление культурных связей между Польшей и другими странами. Награда присуждается от имени министра культуры и национального наследия Польши.

## Степени
Медаль имеет три степени:
- Золотая медаль «За заслуги в культуре Gloria Artis» (пол. Złoty Medal Zasłużony Kulturze Gloria Artis),
- Серебряная медаль «За заслуги в культуре Gloria Artis» (пол. Srebrny Medal Zasłużony Kulturze Gloria Artis),
- Бронзовая медаль «За заслуги в культуре Gloria Artis» (пол. Brązowy Medal Zasłużony Kulturze Gloria Artis).

## Описание знаков
- Золотая медаль 70 мм в диаметре, семь позолочённых и покрытых тёмной эмалью зелёного цвета нерегулярно расположенных лепестков. Золочёный орёл накладывается по центру. Обратная сторона, не покрытая эмалью, с изображением головы женщины с лавровым венком и свитком с надписью «Gloria Artis». Лента 50 мм, тёмно-зелёная с центральной полосой белого и красного цветов. Знак носится на шее.
- Серебряная медаль аналогична золотой медали, но диаметром 55 мм, серебряная и покрытия тёмно-синей эмалью. Лента 35 мм, тёмно-синяя с центральной полосой белого и красного цветов. Знак носится на груди.
- Бронзовая медаль аналогична серебряной медали, но имеет диаметр 40 мм, изготовлена из бронзы и покрыта тёмно-красной эмалью. Лента 35 мм, тёмно-малиновая с центральной полосой белого и красного цветов. Знак носится на груди.

| Золотая медаль | Серебряная медаль | Бронзовая медаль |

## Порядок награждения
Министр культуры и национального наследия награждает медалью по собственной инициативе или по представлению.
Правом представлять к награде обладают:
- Министры и руководители центральных учреждений,
- ректоры университетов,
- губернаторы
- руководящие уставные органы национальных культурных объединений, общественных организаций или компаний.
- главы дипломатических представительств или консульских учреждений Республики Польша.

Медаль более высокой степени может быть получена не ранее чем через 5 лет после награждения предыдущей степенью. Это требование может быть проигнорировано при наличии выдающихся заслуг в области культуры.
Министр принимает решение на основании мнения членов капитула.
Капитул собирается в составе:
1. президент Капитула — директор канцелярии министра;
2. секретарь Капитула — главный специалист канцелярии министра;
3. Члены Капитула — директоры или заместители директоров:
  1. Департамента культурного наследия,
  2. Отдела охраны памятников,
  3. Департамента национальных учреждений культуры,
  4. Департамента государственного патронажа,
  5. Департамента интеллектуальной собственности и СМИ
  6. Департамента международного сотрудничества,
  7. Департамента образования в области искусства и культуры, образования.

Собрания Капитула обычно проводятся в первый или последний вторник месяца (в зависимости от количества заявок).
Решения министра культуры и национального наследия не подлежат обжалованию.